# Dominic Power
Dominic Power es un actor inglés conocido por su interpretación como Leon Taylor en la serie The Bill y a Cameron Murray en Emmerdale.

## Biografía
Es hijo de Jackie Power. 
Dominic tiene dos hijos Gabrielle y Declan Power, pero está soltero.
Asistió al Anna Scher Acting School en Islington y al Miskin Theatre en Dartford, donde participó como estudiante y maestro. Fue maestro de drama en el The Miskin Theatre en Dartford, Kent.

## Carrera
En 1999 apareció en la película Can't See for Looking y en la serie Maisie Raine donde interpretó al joven Skinhead.
Del 2000 al 2004 participó en series como The Courtroom, Doctors, Casualty y Grange Hill donde apareció de forma recurrente interpretando a Simon Watson.
El 12 de junio de 2008 se unió al elenco de la serie The Bill donde interpretó al policía Leon Taylor hasta el final de la serie en el 2010. Anteriormente había aparecido en varias ocasiones en la serie interpretando a otros personajes en 1997 interpretó a Simon Jones en el episodio "A Bunch of Fives" y al policía Pete Warner en "Potential for Conflict". En 1998 interpretó a Carl White en el episodio "Time Gentlemen Please", en el 2000 a Frank Elliot durante el episodio "Team Colours" y finalmente en el 2007 a Piers Halston en el episodio "Love, Lies and Limos".
El 3 de marzo de 2011 se unió al elenco de la exitosa serie británica Emmerdale Farm donde interpretó al atractivo pero peligroso asesino Cameron Murray, hasta el 17 de octubre de 2013 después de que su personaje muriera electrocutado.

## Filmografía

### Series de televisión
| Año         | Título         | Personaje      | Notas                                                   |
| ----------- | -------------- | -------------- | ------------------------------------------------------- |
| 2015        | Unforgotten    | Les Slater     | 6 episodios                                             |
| 2011 - 2013 | Emmerdale Farm | Cameron Murray | 355 episodios                                           |
| 2008 - 2010 | The Bill       | Leon Taylor    | 75 episodios                                            |
| 2004        | The Courtroom  | Gerry Rooney   | episodio "No Less a Life"                               |
| 2002        | Casualty       | Lawrence       | episodio "Some Comfort, No Joy and a Bit Too Much Love" |
| 2002        | Doctors        | Peter Knowles  | episodio "Reasons to Be Fearful"                        |
| 2000        | Grange Hill    | Simon Watson   | 15 episodios                                            |
| 1999        | Maisie Raine   | Skinhead       | episodio "Can't See for Looking"                        |

### Películas
| Año  | Título                         | Personaje    | Notas                               |
| ---- | ------------------------------ | ------------ | ----------------------------------- |
| 2012 | The Impossible                 | Turista      | junto a Ewan McGregor y Naomi Watts |
| 2012 | Tezz                           | Jo Jo        | junto a Anil Kapoor                 |
| 2003 | Judas Kiss                     | Chris        | corto                               |
| 2003 | The Sequel                     | Jesus        | corto - junto a Neil Maskell        |
| 1999 | The Murder of Stephen Lawrence | David Norris | junto a Leon Black                  |

### Videojuegos
| Año  | Juego                   | Notas             |
| ---- | ----------------------- | ----------------- |
| 2010 | Call of Duty: Black Ops | voces adicionales |

### Teatro
| Año | Obra            | Director     | Notas                  |
| --- | --------------- | ------------ | ---------------------- |
| -   | Lotte’s Journey | Ninon Jerome | junto a Selina Chilton |

## Premios y nominaciones
| Año  | Categoría                                          | Premio             | Nominado (a)   | Resultado |
| ---- | -------------------------------------------------- | ------------------ | -------------- | --------- |
| 2014 | Villain of the Year                                | British Soap Award | Emmerdale Farm | Nominado  |
| 2013 | Best Bad Boy                                       | Inside Soap Award  | Emmerdale Farm | Ganó      |
| 2013 | Villain of the Year                                | British Soap Award | Emmerdale Farm | Nominado  |
| 2013 | Best On-Screen Partnership (junto a Lucy Pargeter) | British Soap Award | Emmerdale Farm | Nominados |